# Lettische Evangelisch-Lutherische Kirche weltweit
Die Lettische Evangelisch-Lutherische Kirche weltweit (lettisch Latvijas Evaņģēliski Luteriskā Baznīca pasaulē (LELBP); englisch Latvian Evangelical Lutheran Church Worldwide) ist eine lutherische Kirche, deren Mitglieder überwiegend in Westeuropa und Nordamerika wohnen.

## Geschichte
Nachdem Lettland im Jahr 1918 unabhängig geworden war, wurde 1922 die Evangelisch-Lutherische Kirche Lettlands gegründet, der damals die Mehrheit der Einwohner angehörte. Schon nach der Okkupation Lettlands 1940 und noch einmal nach der erneuten Eroberung durch die Rote Armee 1944 flohen viele Letten, darunter auch ein Teil der lutherischen Geistlichen, ins Ausland. Der zweite Erzbischof der Kirche, Teodors Grīnbergs, der ins Exil nach Deutschland gegangen war, baute von dort aus die Evangelisch-Lutherische Kirche Lettlands im Exil (so der Name bis 1991) auf. Diese Kirche hatte anfangs etwa 120.000 Mitglieder und hatte für die Bewältigung der Exilserfahrung eine sehr große Bedeutung. In der weltweiten christlichen Gemeinschaft wurde sie als Repräsentanz der lettischen Lutheraner angesehen, da die Kirche in Lettland selbst unter sowjetischer Besatzung lange Zeit keine Möglichkeit zur Beteiligung am internationalen kirchlichen Leben hatte. So gehörte die Evangelisch-Lutherische Kirche Lettlands im Exil 1947 zu den Gründern des Lutherischen Weltbundes.
Grīnbergs leitete die Kirche bis zu seinem Tod 1962 als Erzbischof. Sie hatte ihren Sitz an seinem Wohnort in Esslingen am Neckar. Nach seinem Tod wurde der Sitz in die USA verlegt, von dort nach Kanada, unter Erzbischof Elmārs Ernsts Rozītis dann wieder nach Esslingen. Seit der Einführung von Lauma Zušēvica als Erzbischöfin ist er in Milwaukee, Wisconsin.
Als nach der Wiederherstellung der Unabhängigkeit Lettlands 1990 viele Letten aus dem Exil nach Lettland zurückkehrten, nahm die Evangelisch-Lutherische Kirche Lettlands im Exil 1991 den neuen Namen Latvijas Evanģēliski Luteriskā Baznīca ārpus Latvijas (LELBāL) („Lettische Evangelisch-Lutherische Kirche außerhalb Lettlands“) an. Infolge des Falls des Eisernen Vorhangs hob sich auch die innerkonfessionelle Schranke und es kam zu einer Annäherung zwischen der LELBāL und der Evangelisch-Lutherischen Kirche Lettlands (ELKL). 1998 wurde eine formelle Zusammenarbeit vereinbart, 2003 eine gemeinsame Agende veröffentlicht. Doch dann gründete die Evangelisch-Lutherische Kirche Lettlands entgegen den Absprachen auch im Ausland eigene Gemeinden, die LELBāL im Gegenzug auch Gemeinden in Lettland. Der Konflikt verschärfte sich, nachdem die ELKL 2016 die Möglichkeit der Ordination von Frauen abgeschafft hatte und die lutherische Kreuzkirchengemeinde in Liepāja, die diese Entscheidung nicht akzeptieren wollte, zur LELBāL übertrat. Seitdem liegt die Zusammenarbeit auf Eis.
Um auszudrücken, dass ihr nicht länger ausschließlich Gemeinden „außerhalb Lettlands“ angehören, änderte die LELBāL im Jahr 2020 ihren Namen in Latvijas Evaņģēliski Luteriskā Baznīca pasaulē, „Lettische Evangelisch-Lutherische Kirche weltweit“.

## Struktur
Im Jahr 2018 gab die LELBāL ihre Mitgliederzahl mit 20.225 an. Die größte Zahl der Mitglieder lebt in Nordamerika; die Latvian Evangelical Lutheran Church in America, zu der die Gemeinden in den USA, Kanada und Südamerika gehören, hatte allein 2007 noch über 10.000 Mitglieder. Daneben gibt es Gemeinden in Australien, Neuseeland und mehreren europäischen Ländern, die meisten in Großbritannien, Deutschland und Schweden. Oberstes Entscheidungsorgan ist die Synode; die Leitung hat das Executive Board, dem die Erzbischöfin vorsteht. Daneben fungieren neun Dekaninnen bzw. Dekane; fünf für den Bereich der Latvian Evangelical Lutheran Church in America und je einer für Australien, Großbritannien, Deutschland und Schweden.

## Ökumenische Beziehungen
Die Kirche ist Mitglied im Ökumenischen Rat der Kirchen (ÖRK), im Lutherischen Weltbund (LWB), in der Konferenz Europäischer Kirchen (KEK), in der Gemeinschaft Evangelischer Kirchen in Europa (GEKE) und in der anglikanisch-lutherischen Porvoo-Gemeinschaft.

## Erzbischöfe
- 1944–1962: Teodors Grīnbergs (1870–1962)
- 1962–1966: Kārlis Kundziņš (1883–1867)
- 1966–1993: Arnolds Lūsis (1908–1993)
- 1994–2015: Elmārs Ernsts Rozītis (* 1948)
- 2015–2025: Lauma Zušēvica (* 1954)
- seit 2025: Kārlis Žols